# سياسة الهجرة
سياسة الهجرة هي أي سياسة في دولة ذات سيادة التي تتعامل مع عبور الأشخاص عبر الحدود إلى الدولة، ولكن خاصة هؤلاء الذين ينوون العمل والإقامة في الدولة. يمكن لسياسات الهجرة أن تتراوح بما لا يدع الهجرة على الإطلاق السماح معظم أنواع الهجرة، مثل الهجرة الحرة. في كثير من الأحيان، ويرتبط التحيز العنصري أو الديني لسياسة الهجرة (على سبيل المثال، يمكن للبلدان أن تسمح فقط كومنولث (مصطلح) المواطنين القبول) العلاقات العرقية  في  بلد عادة ما يمكن تصنيفها على أنها إما استيعاب ثقافي أو التعددية الثقافية.
في الوقت الحاضر، غالبا ما ترتبط سياسة الهجرة ارتباطا وثيقا ببعض القضايا:
- ضريبة القواعد التي تحدد ما المهاجرين البضائع قد تجلب معها، ما هي الخدمات التي يمكن أن تؤدي في حين، والذي يسمح مؤقتا في البلاد أن تبقى مثل الاتحاد الأوروبي لديه قيود الهجرة قليلة داخلها. تقريبا أي مواطن أو مقيم في أي من الدول الموقعة (مع استثناء محتمل لعدد قليل من الدول الأعضاء الجديدة) قد تحرك والبحث عن عمل في أي مكان داخل الاتحاد الأوروبي، وهناك القليل هذا العضو يمكن للدول القيام به لوقف ذلك دون أن تترك الاتحاد الأوروبي أو إعادة التفاوض على المعاهدة.
- سياسة الاستثمار التي تسمح للمهاجرين الأثرياء الاستثمار في شركات في مقابل معاملة تفضيلية، وإصدار جوازات السفر في وقت مبكر ووضع الإقامة الدائمة.
- السياسة الزراعية، والتي قد تجعل الإعفاءات لعمال المزارع المهاجرين، الذين يدخلون عادة بلد فقط لموسم الحصاد ومن ثم العودة إلى المنزل دولة نامية (مثل المكسيك أو جامايكا التي غالبا ما ترسل هؤلاء العمال إلى الولايات المتحدة و كندا على التوالي).
- الاكتظاظ، والتي يمكن أن تكون مسؤولة عن انتشار سل أو حدوث طفرة في أسعار المنازل
- نسبة الولادة، والتي هي منخفضة في الدول المتقدمة

جانبا هاما من سياسة الهجرة هو علاج لاجئ الصورة، والناس أكثر أو أقل عاجز أو عديمي الجنسية الذين يلقون أنفسهم على رحمة للدولة دخولهم، بحثا عن ملاذ من سوء معاملة في بلدهم الأصلي.
مع صعود إرهاب في جميع أنحاء العالم، مصدر قلق رئيسي آخر هو أمن قومي من الدول التي ترك الناس يعبرون الحدود. الاعتقاد هو أن الإرهابيين يمكن أن تأتي من الخارج. هذه المخاوف غالبا ما تؤدي إلى تفتيش أمنية تدخلا ومتطلبات أكثر صرامة تأشيرة، والتي يمكن أن تثبط الهجرة والزوار مؤقت، وحتى التنقل داخل البلدان أو الولادة { {بحاجة لمصدر | تاريخ = مارس 2011}} داخل البلدان.
غالبا ما يكون هناك ضغط على الدول لتخفيف سياسة الهجرة أو عمليات التفتيش لتمكين سياحة ونقل الأعمال إلى بلد ما، من منطقة عدم استقرار.

## مزيد من القراءة
- Aristide Zolberg, A Nation by Design: Immigration Policy in the Fashioning of America, Harvard University Press 2006, ISBN 0-674-02218-1
- Philippe Legrain, Immigrants: Your Country Needs Them, Little Brown 2007, ISBN 0-316-73248-6
- Ruben Rumbaut and Walter Ewing, "The Myth of Immigrant Criminality and the Paradox of Assimilation: Incarceration Rates among Native and Foreign-Born Men," The Immigration Policy Center (Spring 2007). http://www.ailf.org/ipc/special_report/sr_feb07_resources.shtml نسخة محفوظة 27 سبتمبر 2007 على موقع واي باك مشين.
- Bryan Balin, State Immigration Legislation and Immigrant Flows: An Analysis The Johns Hopkins University, 2008
- Douglas S. Massey, Beyond the Border Buildup: Towards a New Approach to Mexico-U.S. Migration, Immigration Policy Center, the American Immigration Law Foundation [September 2005] http://www.ailf.org/ipc/policy_reports_2005_beyondborder.shtml نسخة محفوظة 30 أغسطس 2007 على موقع واي باك مشين.
- Immigration Policy Center, Economic Growth & Immigration: Bridging the Demographic Divide, Immigration Policy Center, the American Immigration Law Foundation [November 2005] http://www.ailf.org/ipc/special_report/special_report2005_bridging.shtml
- Walter A. Ewing, Border Insecurity: U.S. Border-Enforcement Policies and National Security, Immigration Policy Center, the American Immigration Law Foundation [Spring 2006] http://www.ailf.org/ipc/border_insecurity_spring06.shtml
- Susan C. Pearce, Immigrant Women in the United States: A Demographic Portrait, Immigration Policy Center, the American Immigration Law Foundation [Summer 2006] http://www.ailf.org/ipc/im_women_summer06.shtml
- Jill Esbenshade, Division and Dislocation: Regulating Immigration through Local Housing Ordinances, Immigration Policy Center, the American Immigration Law Foundation [Summer 2007] http://www.ailf.org/ipc/special_report/sr_sept07.shtml
- Jeffrey S. Passel and Roberto Suro; Rise, Peak and Decline: Trends in U.S. Immigration; Pew Hispanic Center (Sep. 2005)

http://pewhispanic.org/reports/report.php?ReportID=53 نسخة محفوظة 31 ديسمبر 2007 على موقع واي باك مشين.
- Jeffrey S. Passel, Senior Research Associate; Estimates of the Size and Characteristics of the Undocumented Population; Pew Hispanic Center (March 2005)

http://pewhispanic.org/reports/report.php?ReportID=44 نسخة محفوظة 31 ديسمبر 2007 على موقع واي باك مشين.
- Jeffrey S. Passel; Growing Share of Immigrants Choosing Naturalization; Pew Hispanic Center (March 2007)

http://pewhispanic.org/reports/report.php?ReportID=74 نسخة محفوظة 28 ديسمبر 2007 على موقع واي باك مشين.